# Кунакбаева
Кунакбаева — деревня в Кунашакском районе Челябинской области России. Входит в состав Халитовского сельского поселения.

## География
Расположена в северной части района, на речке Елманчиха (приток реки Караболка).
Расстояние до районного центра села Кунашак 37 км.

## Уличная сеть
- Лесная улица,
- улица Мухамедьярова Хая,
- Речная улица,
- Школьная улица.

## Население
| 2002 | 2010 |
| ---- | ---- |
| 255  | ↘237 |

### Историческая численность населения
В 1970—311, в 1983—216, в 1995—239 человек.

## Известные уроженцы, жители
Родина башкирского поэта и журналиста Хая Мухамедьярова.

## Инфраструктура
Личное подсобное хозяйство с зоной сельскохозяйственного использования, индивидуальная застройка усадебного типа.
Кунакбаевская начальная школа-детский сад.

## Транспорт
Автобусное сообщение. Остановка общественного транспорта «Кунакбаева».
Просёлочные дороги.